# 齐布利亚内
48°16′54″N 35°45′17″E / 48.28167°N 35.75472°E
齐布利亚内（羅馬化：Tsybuliany），2024年9月前名为沃茲夫拉特内（羅馬化：Vozvratne），是烏克蘭的村落，位於該國中部第聶伯羅彼得羅夫斯克州，由錫內利尼科韋區瓦西里基夫卡市鎮負責管轄，處於中捷爾薩河畔，分別距離澤萊內哈伊0.5公里和中泰爾薩2公里，2001年人口84。
2024年9月19日，乌克兰最高拉达将此村的名字改为齐布利亚尼。